# 'n Lekker Hollands liedje
‘n Lekker Hollands liedje is een single van Gerard Cox. Het is afkomstig van zijn album Balans. Cox beklaagde zich in het nummer over het feit dat hij zo weinig gedraaid wordt op de radio. Hij heeft dan wel geen stem als de volgende artiesten, maar doet wel zijn best:
- Manke Nelis
- Bennie Jolink
- André Hazes
- Benny Neyman
- Rob de Nijs
- Sandra Reemer
- Corry Konings
- Imca Marina.

Het is een cover van een liedje van Roger Whittaker.
De B-kant Liedje van de liefde was van Cox zelf met zijn muziekproducent Aad Klaris.
Het lukte Gerard Cox ook met deze single niet de hitparade te bereiken.